# كأس إفريقيا للأندية البطلة 1986
كأس أفريقيا للأندية البطلة 1986 هي النسخة 22 من دوري أبطال أفريقيا .
توج نادي الزمالك المصري بالكأس على حساب أفريكا سبورتس الإيفواري .

## الدور التمهيدي
| الفريق الأول            | إجم.       | الفريق الثاني             | مباراة الذهاب | مباراة الإياب |
| ----------------------- | ---------- | ------------------------- | ------------- | ------------- |
| إيتوال فيلانتي واغادوغو | مرشح أوحد1 | جمعية لكصر                | —             | —             |
| نادي ليولي              | 2–7        | فريق ماجي ماجي لكرة القدم | 2–3           | 0–4           |
| مانزيني واندررز         | 3–6        | AS Sotema                 | 1–3           | 2–3           |
| نادي الفهود السود       | 5–1        | Wagad FC                  | 3–0           | 2–1           |
| ستاد أفريقيا الوسطى     | 6–2        | Juvenil Reyes             | 4–1           | 2–1           |
| UD Internacional        | مرشح أوحد1 | إيست إند ليونز            | —             | —             |

1 جمعية لكصر وإيست إند ليونز انسحاب الفريقين.

## الدور الأول
| الفريق الأول          | إجم.                          | الفريق الثاني              | مباراة الذهاب | مباراة الإياب |
| --------------------- | ----------------------------- | -------------------------- | ------------- | ------------- |
| ASFOSA Lomé           | 0–4                           | NNB                        | 0–2           | 0–2           |
| أفريكا سبورتس         | 1–1 (4–3 ج.)                  | نادي أسماك القرش الأطلسية ‏ | 1–0           | 0–1           |
| نادي المريخ (السودان) | 2–2 (قانون أهداف خارج الديار) | الترجي الرياضي التونسي     | 2–1           | 0–1           |
| نادي توسكر            | 1–2                           | نادي سانت جورج             | 0–0           | 1–2           |
| نادي كانون ياوندي     | 3–2                           | ستارلا بريميرو دي مايو ‏    | 3–0           | 0–2           |
| نادي الظهرة           | 2–3                           | نادي كامبالا سيتي          | 2–1           | 0–2           |
| نادي ديناموز          | 5–1                           | Maji Maji FC               | 5–1           | w/o1          |
| نادي الجيش الملكي     | مرشح أوحد2                    | UD Internacional           | —             | —             |
| نادي ليبرفيل          | 1–2                           | Stade Centrafricain        | 1–0           | 0–2           |
| نادي هارتس أوف أوك    | 2–1                           | نادي واليدان               | 2–0           | 0–1           |
| نادي هورويا           | 5–3                           | Invincible Eleven          | 4–0           | 1–3           |
| AS Inter Star         | 3–2                           | نادي تشينكونكو             | 2–1           | 1–1           |
| شبيبة القبائل         | 6–1                           | إيتوال فيلانتي واغادوغو    | 5–0           | 1–1           |
| نادي جان دارك         | 0–2                           | نادي المغرب الفاسي         | 0–0           | 0–2           |
| نادي نكانا            | 5–3                           | AS Sotema                  | 4–1           | 1–2           |
| نادي الزمالك          | 6–2                           | نادي الفهود السود          | 5–1           | 1–1           |

1 نادي ماجي ماجي لكرة القدم انحسب بعد الجولة الأولى

2 يو دي إنترناشيونال انسحب.

## الدور الثاني
| الفريق الأول        | إجم.                          | الفريق الثاني          | مباراة الذهاب | مباراة الإياب |
| ------------------- | ----------------------------- | ---------------------- | ------------- | ------------- |
| أفريكا سبورتس       | 5–2                           | NNB                    | 5–0           | 0–2           |
| نادي سانت جورج      | 0–0 (3–4 ج.)                  | نادي نكانا             | 0–0           | 0–0           |
| نادي هورويا         | 1–4                           | نادي هارتس أوف أوك     | 1–2           | 0–2           |
| شبيبة القبائل       | 2–2 (قانون أهداف خارج الديار) | الترجي الرياضي التونسي | 2–1           | 0–1           |
| نادي كامبالا سيتي   | 2–3                           | AS Inter Star          | 1–1           | 1–2           |
| نادي المغرب الفاسي  | 1–3                           | نادي كانون ياوندي      | 1–0           | 0–3           |
| Stade Centrafricain | 1–7                           | نادي الجيش الملكي      | 0–1           | 1–6           |
| نادي الزمالك        | 4–1                           | نادي ديناموز           | 2–1           | 2–0           |

## ربع النهائي
| الفريق الأول      | إجم.                          | الفريق الثاني          | مباراة الذهاب | مباراة الإياب |
| ----------------- | ----------------------------- | ---------------------- | ------------- | ------------- |
| أفريكا سبورتس     | 2–2 (قانون أهداف خارج الديار) | الترجي الرياضي التونسي | 1–0           | 1–2           |
| نادي كانون ياوندي | 2–1                           | نادي الجيش الملكي      | 2–0           | 0–1           |
| AS Inter Star     | 1–3                           | نادي الزمالك           | 1–0           | 0–3           |
| نادي نكانا        | 3–1                           | نادي هارتس أوف أوك     | 2–0           | 1–1           |

## نصف النهائي
| الفريق الأول      | إجم.                          | الفريق الثاني | مباراة الذهاب | مباراة الإياب |
| ----------------- | ----------------------------- | ------------- | ------------- | ------------- |
| نادي كانون ياوندي | 2–3                           | نادي الزمالك  | 2–1           | 0–2           |
| نادي نكانا        | 1–1 (قانون أهداف خارج الديار) | أفريكا سبورتس | 1–1           | 0–0           |

## النهائي
| نادي الزمالك         | 2–0 | أفريكا سبورتس |
| -------------------- | --- | ------------- |
| - أيمن يونس 45'، 48' |     |               |

| أفريكا سبورتس                    | 2–0 | نادي الزمالك |
| -------------------------------- | --- | ------------ |
| - Guédé Gba ?' - Lué 58' (ركلة.) |     |              |
| ركلات الترجيح                    |     |              |
|                                  | 2–4 |              |

## البطل
| 1986 الفائزون ببطولات كأس أفريقيا للأندية البطلة 1986 |
| ----------------------------------------------------- |
| نادي الزمالك ثانٍ لقب                                  |

## الهدافون
فيما يلي قائمة الهدافين في كأس أفريقيا للأندية البطلة 1986:
| الترتيب | الهداف             | الفريق            | الأهداف |
| ------- | ------------------ | ----------------- | ------- |
| 1       | جمال عبد الحميد    | نادي الزمالك      | 7       |
| 2       | طارق يحيى          | نادي الزمالك      | 4       |
| 2       | أيمن يونس          | نادي الزمالك      | 4       |
| 4       | فرانسوا أومام-بييك | نادي كانون ياوندي | 2       |
| 4       | عبد الرزاق خيري    | نادي الجيش الملكي | 2       |
| 4       | عبد السلام الغريسي | نادي الجيش الملكي | 2       |
| 4       | محمد التيمومي      | نادي الجيش الملكي | 2       |